# Pfarrkirche Strass im Zillertal

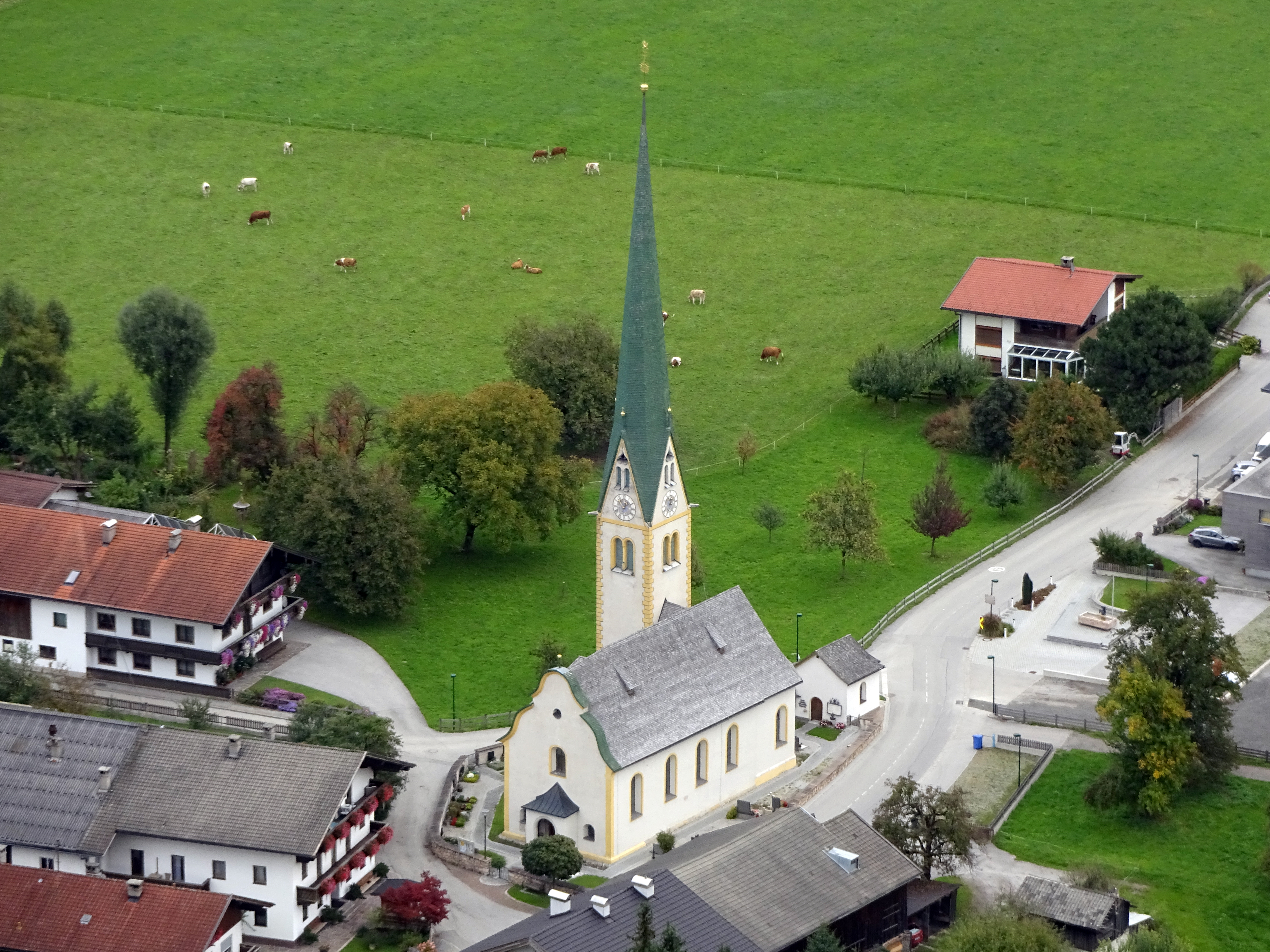
Katholische Pfarrkirche hl. Jakobus der Ältere in Strass im Zillertal

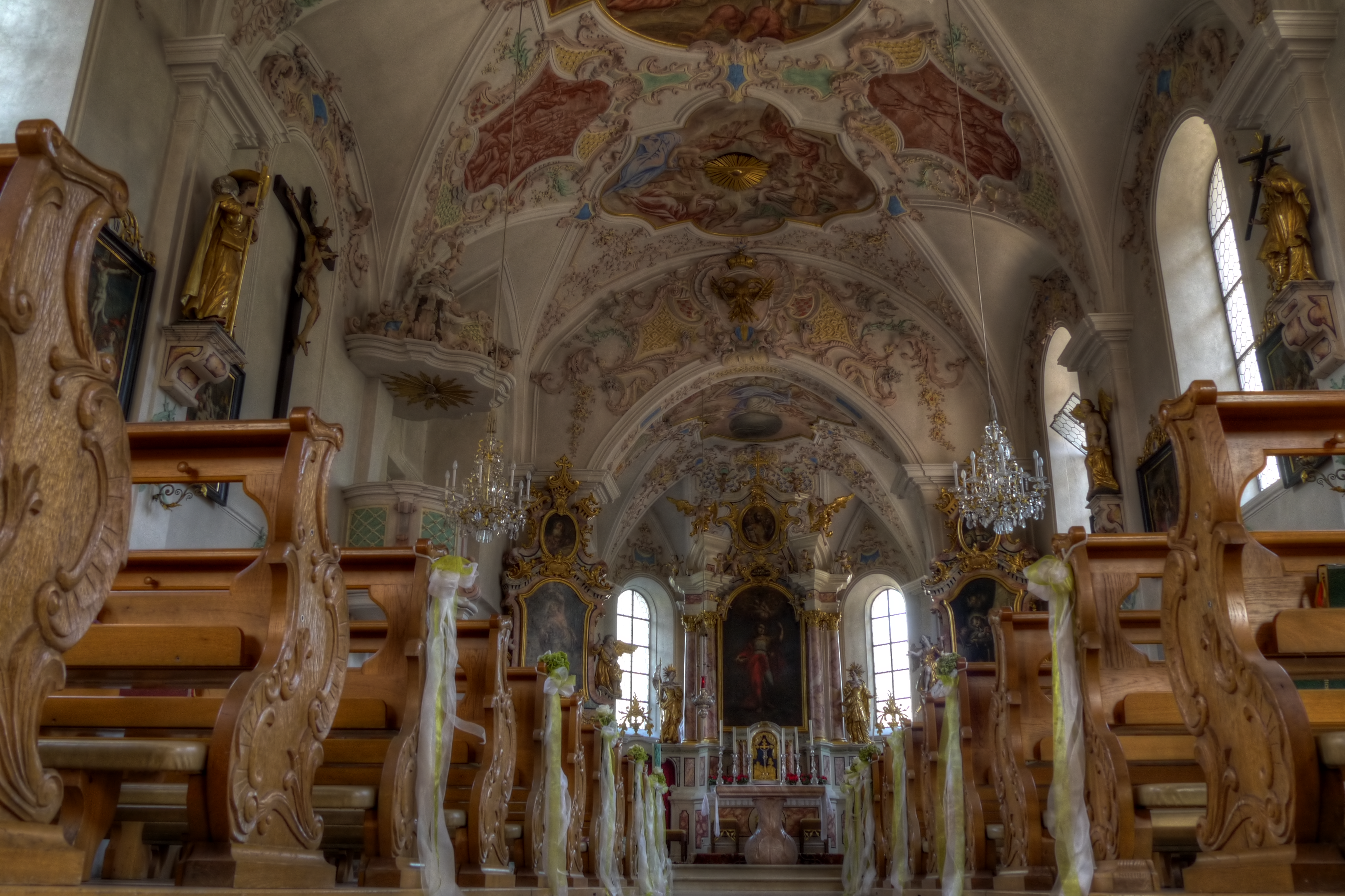
Langhaus, Blick zum Chor

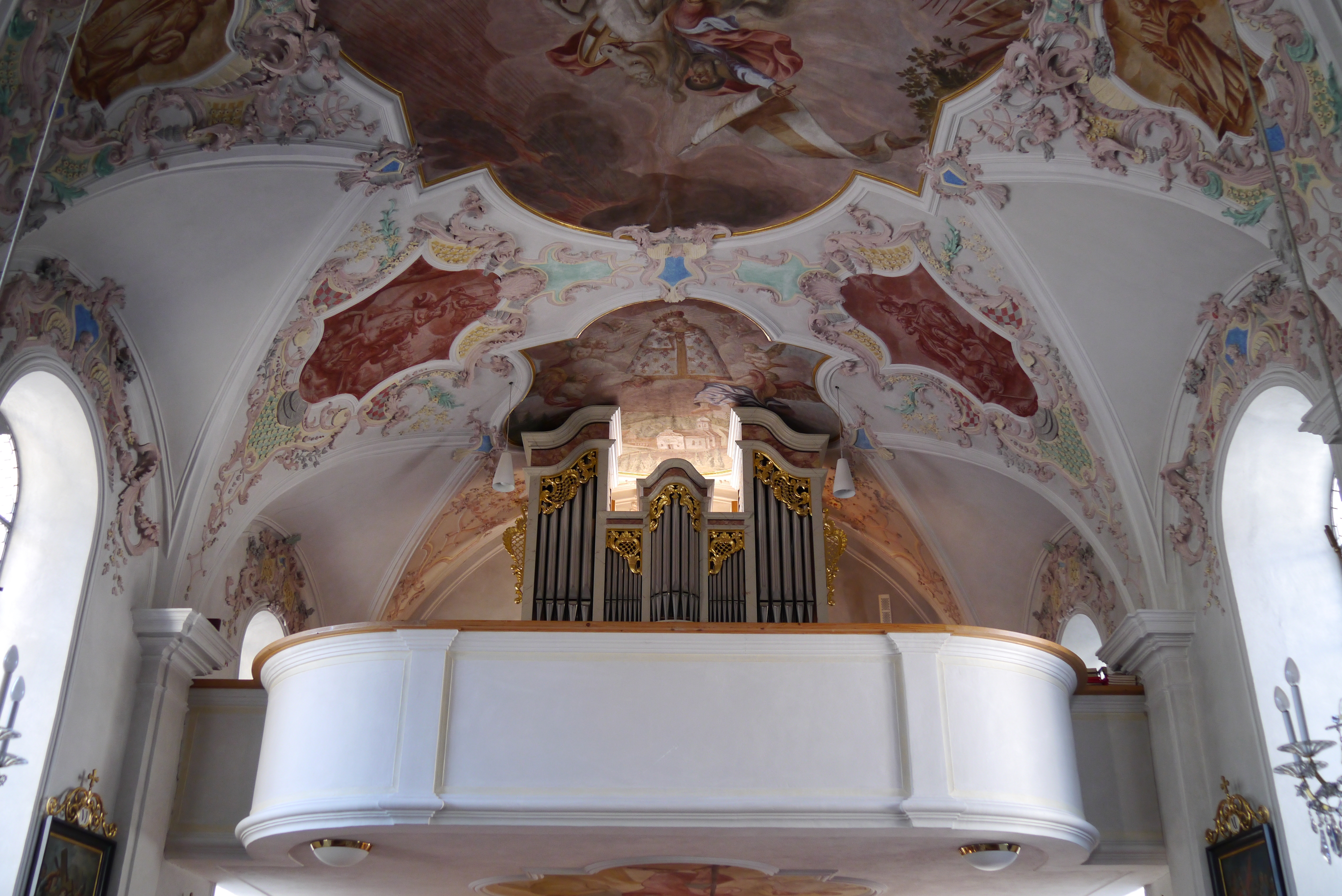
Langhaus, Blick zur Orgelempore

Die römisch-katholische Pfarrkirche Strass im Zillertal steht mittig im Ort der Gemeinde Strass im Zillertal im Bezirk Schwaz im Bundesland Tirol. Die dem Patrozinium hl. Jakobus der Ältere unterstellte Pfarrkirche gehört zum Dekanat Fügen-Jenbach in der Diözese Innsbruck. Die Kirche steht unter Denkmalschutz (Listeneintrag).

## Geschichte
Urkundlich wurde 1337 eine Kirche genannt. Um 1550 wurde die gotische Kirche erbaut, der Chor und der Turm sind erhalten. Das Langhaus wurde 1736/1737 nach den Plänen des Barockbaumeisters Jakob Singer verlängert und barockisiert. Die Pfarre wurde 1891 gegründet.

## Architektur
Der gotische barock veränderte Kirchenbau ist von einem Friedhof umgeben.
Die Fresken schuf Anton Kirchebner 1736/1737, im Chor Maria Immaculata, im Langhaus hl. Jakobus in der Maurenschlacht und das Gnadenbild Maria Brettfall und seitlich in Grisaille Heiligen.

## Einrichtung
Der barocke Hochaltar zeigt das Bild hl. Jakobus von Anton Kirchebner 1740, er trägt die Statuen der Heiligen Ursula und Katharina, welche dem Bildhauer Gregor Fritz zugeschrieben wurden. Den Tabernakel schuf Andre Mauracher 1809. Die Orgel aus 2001 wurde von Christian Erler aus Schlitters errichtet.
Eine Glocke entstand um 1450. Zwei Glocken nennen Peter Löffler 1521.

## Grabdenkmäler
- Es gibt Wappengrabsteine zu Georg Felix Millauer 1737, Anna Millauer 1735, Kurat Gallus Ignaz Diller 1750.